# Jean Webster
Alice Jane Chandler Webster, más conocida por su seudónimo Jean Webster (Fredonia (Nueva York), 24 de julio de 1876 - Nueva York, 11 de junio de 1916), fue una escritora estadounidense, autora de los clásicos Papaíto Piernas Largas y Mi querido enemigo.

## Infancia
Alice Jane Chandler Webster nació en Fredonia, Nueva York, como la hija más joven de Annie Moffet Webster y Charles Luther Webster. Vivió sus primeros años con una crianza fuertemente matriarcal y en un entorno activista, con su bisabuela, abuela y madre viviendo bajo el mismo techo. Su bisabuela y abuela lucharon por la igualdad racial y el derecho al sufragio femenino.
La madre de Webster era sobrina de Mark Twain, y su padre fue su asesor de negocios y editor de muchos de sus libros, mediante la empresa Charles L.
Webster Publishing, fundada en 1884. Al principio el negocio era exitoso, y cuando Alice tenía cinco años la familia se mudó a una gran casa en Nueva York y compró una casa de verano en Long Island. Sin embargo, la compañía comenzó a tener dificultades, que causaron que se rompiese la relación con Mark Twain. En 1888, su padre sufrió una crisis nerviosa y tomó una licencia de su trabajo, y la familia se mudó de vuelta a Fredonia. Tres años después, en 1891, se quitó la vida tras una sobredosis de drogas.
Webster asistió a la Escuela Normal de Fredonia y se graduó en 1894, con una especialización en pintura en porcelana. Desde 1894 hasta 1896, asistió a la escuela Lady Jane Grey en Binghamton como pupila. Durante el tiempo que estuvo allí, impartió clases de música, arte, escritura de cartas, dicción y modales a aproximadamente veinte niñas. La escuela Lady Jane Grey inspiró muchos de los detalles de su novela Just Patty, incluyendo la ubicación de la escuela, los nombres de las habitaciones (Salón del Cielo, Callejón del Paraíso), los uniformes, el programa diario de las niñas y sus maestras. Fue en la escuela en donde Webster comenzó a ser conocida como Jean. Como su compañera de cuarto también se llamaba Alice, la escuela le pidió si podía usar otro nombre. Eligió "Jean", una variación de su segundo nombre. Webster se graduó de la escuela en junio de 1896 y regresó a la Escuela Normal de Fredonia por un año en la división universitaria.

### Años de universidad

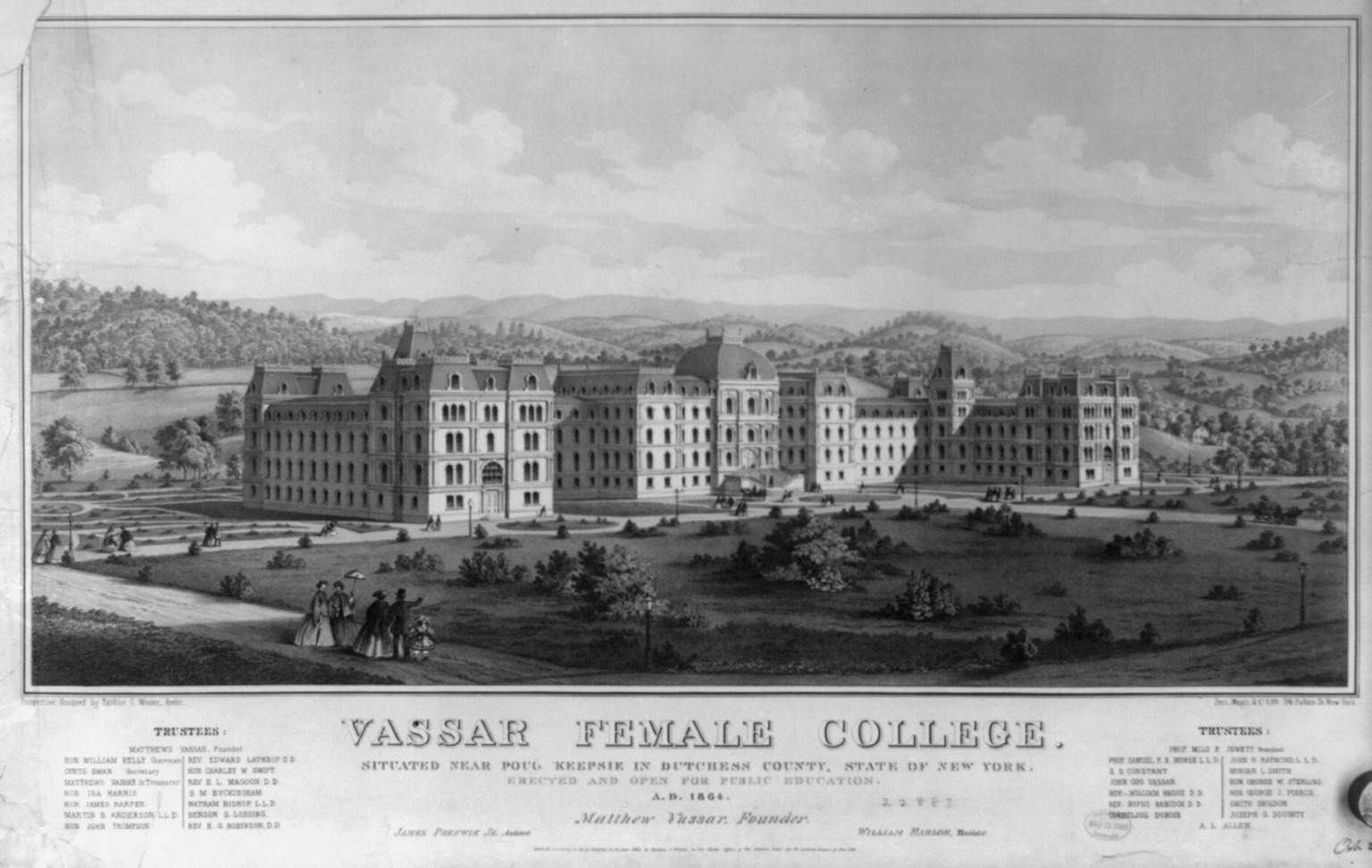
Vassar College en 1862.

En 1897, Webster entró al Vassar College como miembro de la clase de 1901. Se especializó en inglés y economía, tomó cursos de bienestar social y de reforma penal y comenzó a interesarse en la problemática social. Como parte de su curso visitó instituciones para "niños delincuentes e indigentes". Más tarde, comenzó a involucrarse en el Movimiento de Asentamientos, que ayudaba a las comunidades más pobres de Nueva York, donde continuaría trabajando como voluntaria durante el resto de su vida. Sus experiencias en Vassar proveyeron material para sus libros When Patty Went to College y Papaíto Piernas Largas. Webster comenzó una íntima amistad con Adelaide Crapsey (en ese momento, futura poeta), quien continuó siendo su amiga hasta la muerte de Crapsey, en 1914. Participó, junto con Crapsey, en muchas actividades extracurriculares, tales como escritura, teatro y política. Webster y Crapsey apoyaron al candidato socialista Eugene V. Debs durante las elecciones presidenciales de 1900, a pesar de que a las mujeres no se les permitía votar. Contribuyó con cuentos de su autoría a la publicación Vassar Miscellany y, en su segundo año en la clase de inglés, comenzó a escribir una columna semanal de noticias e historias de Vassar para el periódico Poughkeepsie Sunday Courier. Webster decía que era muy buena en inglés, pero que su ortografía era algo excéntrica, ya que en una ocasión una profesora le había recalcado un error ortográfico y ella había respondido "Webster", un juego de palabras con el nombre del diccionario homónimo.
Webster pasó un semestre de su carrera en Europa, donde visitó Francia y el Reino Unido, aunque Italia fue su principal destino; allí, visitó Roma, Nápoles, Venecia y Florencia. Viajó junto a dos compañeras de Vassar, y en París conoció a Ethelyn McKinney y Lena Weinstein, también estadounidense, quienes serían sus amigas para toda la vida. En Italia, Webster investigó para realizar su tesis en economía, titulada "Pobreza en Italia". También escribió columnas sobre sus viajes para el Poughkeepsie Sunday Courier, y reunió material para un cuento corto, "Villa Gianini", el cual fue publicado en el Vassar Miscellany en 1901. Más tarde lo expandió hasta transformarlo en una novela, The Wheat Princess. De regreso en Vassar para su último año, se convirtió en la editora literaria para el anuario de la clase, y se graduó en junio de 1901.

### Vida de adulta
De regreso en Fredonia, Webster comenzó a escribir When Patty Went to College, libro en el cual describe la vida de universidad de la mujer contemporánea. Luego de unas complicaciones pudo encontrar un editor, y la novela fue publicada en marzo de 1903 con buenas críticas. En el invierno de 1903-1904 Webster comenzó a escribir los cuentos cortos que luego conformarían Much Ado about Peter, y, junto a su madre, visitó Italia y pasó seis días en un convento en Palestrina, mientras escribía Wheat Princess. Fue publicado posteriormente, en 1905.
En los años siguientes, Webster viajó a Italia y realizó una gira de ocho meses por Egipto, India, Birmania, Sri Lanka, Indonesia, Hong Kong, China y Japón junto a Ethelyn McKinney, Lena Weinstein y dos amigas más. Además, publicó Jerry Junior en 1907 y The Four Pools Mystery en 1908.
Más tarde, comenzó una relación secreta con el hermano de Ethelyn McKinney, Glenn Ford McKinney, un abogado. McKinney había tenido que vivir bajo la presión de las expectativas de su adinerado y exitoso padre. Como en una de las tramas secundarias de Mi querido enemigo, McKinney había tenido un matrimonio infeliz con Annette Reynaud, quien debía ser hospitalizada con frecuencia por episodios maníaco-depresivos. El matrimonio tenía un hijo, John, quien daba señales de inestabilidad mental. McKinney trataba de evadir el estrés con salidas frecuentes a cazar y viajes en velero, pero terminó cayendo en el alcoholismo, y, como resultado, debió ser internado varias veces en sanatorios mentales. Los McKinney se separaron en 1909, pero como en la época el divorcio era poco común y difícil de obtener, no se divorciaron hasta 1915. Luego de su separación, McKinney continuó con su alcoholismo, pero logró tener su adicción bajo control en el verano de 1912, cuando viajó con Webster, Ethelyn McKinney y Lena Weinstein a Irlanda.
Durante este período, Webster continuó escribiendo cuentos cortos y comenzó a adaptar algunos de sus libros para el teatro. En 1911, publicó Just Patty y comenzó a escribir la novela Papaíto Piernas Largas mientras vivía en una vieja granja en Tyringham, Massachusetts. Al principio, la que sería la obra más célebre de Webster iba a ser publicada en entregas semanales en el periódico Ladies' Home Journal. El libro cuenta la historia de una chica llamada Jerusha Abbott, una huérfana cuyos estudios en la universidad están patrocinados por un benefactor anónimo. Con excepción del primer capítulo, la novela toma la forma de cartas escritas en el estilo juvenil de Judy a su benefactor. Fue publicado en octubre de 1912, alabado por la crítica popular.
Webster llevó Papaíto Piernas Largas al teatro durante 1913, y en 1914 pasó cuatro meses de gira con la obra, en la que Ruth Chatterton personificaba a Judy. Luego de pasar por Atlantic City, Washington, Siracusa, Rochester, Indianápolis y Chicago, la obra llegó al Gaiety Theatre, de Broadway en septiembre de 1914, y permaneció en cartel hasta mayo de 1915. Después, continuó con su gira a lo largo de Estados Unidos. El libro y la obra pusieron en el centro de atención el esfuerzo que conlleva el trabajo solidario y las reformas a la sociedad. Se vendieron muñecas "Papaíto Piernas Largas" para reunir dinero, destinado a la adopción de huérfanos por parte de las familias. 
El triunfo y el éxito de Webster se vio eclipsado por la batalla contra la tuberculosis de su amiga de la universidad, Adelaide Crapsey, y con la muerte de Crapsey, en octubre de 1914. En junio de 1915 Glenn Ford McKinney obtuvo el divorcio, y él y Webster se casaron en una pequeña ceremonia en Washington, Connecticut. Pasaron su luna de miel en un campo de McKinney ubicado cerca de Quebec, Canadá, y recibieron la visita del presidente Theodore Roosevelt, quien se invitó a sí mismo, diciendo "Siempre había querido conocer a Jean Webster. Podemos poner una división en la cabaña".
De regreso en EE. UU., los recién casados compartieron el departamento de Webster, ubicado en Central Park, y la granja de McKinney, en Dutchess County, Nueva York. En noviembre de 1915, fue publicado Mi querido enemigo, una secuela de Papaíto Piernas Largas, que se convirtió en un best seller. El libro, que también sigue un estilo epistolar, narra las aventuras de una compañera de universidad de Judy, quien se convierte en la superintendente del orfanato en el que Judy había crecido. Webster quedó embarazada y, según la tradición familiar, fue prevenida sobre que su embarazo podía ser peligroso. Sufrió de varios problemas del embarazo, pero en febrero de 1916 comenzó a sentirse mejor y fue capaz de regresar a sus actividades: eventos sociales, visitas a la prisión y encuentros para debatir sobre las reformas de los orfanatos y el sufragio femenino. También comenzó un libro y una obra de teatro ambientados en Sri Lanka. Sus amigos dijeron que jamás la habían visto tan feliz.

### Fallecimiento
Jean Webster ingresó en el Hospital Sloan para Mujeres, en Nueva York, por la tarde del 10 de junio de 1916. Glenn McKinney, llamado con urgencia a su vigésimo quinta reunión de la Universidad de Princeton, llegó noventa minutos antes de que Webster diera a luz, a las 10:30 p. m., a una niña. Todo estaba bien al principio, pero Webster contrajo sepsis puerperal y murió a las 7:30 a. m. del 11 de junio de 1916. Su hija fue llamada Jean (Pequeña Jean) en su honor.

## Activismo
Jean Webster era activa política y socialmente, e incluso solía incluir problemáticas de interés en sus libros.

### Derechos de la mujer
Jean Webster apoyó el sufragio femenino y la educación de las mujeres. Participó en marchas en apoyo del voto de la mujer, y, dado que había sido beneficiada por su educación en Vassar, continuó relacionada de forma activa con la universidad. Sus novelas también promovían la idea de la educación para las mujeres, y sus protagonistas daban apoyo explícito al sufragio femenino.

### Eugenesia y herencia
El movimiento de eugenesia fue un gran tópico cuando Jean Webster estaba escribiendo sus novelas. En particular, el libro de 1877 de Richard L. Dugdale sobre la familia Juke, así como el estudio de 1912 de Henry Goddard sobre la familia Kallikak eran muy leídos en ese tiempo. Mi querido enemigo, de Webster, menciona y resume parte de los libros.

### Reforma institutional
Desde sus años universitarios, Webster se involucró en los movimientos de reforma, y fue miembro de la Asociación Estatal de Ayuda de Caridad, mediante la cual visitó orfanatos, ayudó a los niños y facilitó adopciones. En Mi querido enemigo menciona como modelo la Escuela Pleasantville Cottage, basada en un orfanato que Webster había visitado.

## Obras
- When Patty Went to College (1917)
- Wheat Princess (1905)
- Jerry Junior (1907)
- Four-Pools Mystery (1908)
- Much Ado About Peter (1909)
- Just Patty (1911)
- Papaíto Piernas Largas (Daddy-Long-Legs, 1912)
- Mi querido enemigo (Dear Enemy, 1915)